# Eriocheir
Eriocheir là một chi cua rạm. Chi này trước đây được phân loại thuộc họ Grapsidae, nay chúng được xếp vào họ Varunidae.

## Các loài
Các loài dưới đây được ghi nhận thuộc chi Eriocheir:
- Eriocheir hepuensis Dai, 1991
- Eriocheir japonica (De Haan, 1835)
- Eriocheir sinensis H. Milne-Edwards, 1853
- Eriocheir ogasawaraensis Komai in Komai, Yamasaki, Kobayashi, Yamamoya & Watanabe, 2006